# Aphyocypris kikuchii
Aphyocypris kikuchii és una espècie de peix cipriniforme de la família dels ciprínids.

## Morfologia
- Els mascles poden assolir 8 cm de longitud total.[1][2]

## Hàbitat
És un peix de clima subtropical.

## Distribució geogràfica
Es troba a Àsia: és una espècie de peix endèmica de Taiwan.